# Matthew Edgar
Matthew Edgar (* 28. August 1986 in Doncaster) ist ein englischer Dartspieler.

## Karriere
Matthew Edgar nahm 2011 erstmals an der PDC Qualifying School (Q-School) teil, konnte sich aber keine Tourkarte erspielen. Als Associate Member nahm er jedoch an den UK Open 2011 teil und konnte bis in die fünfte Runde vordringen. Ein Jahr später konnte Edgar sich dann über die Q-School eine Tourkarte erspielen. 2012 und 2013 konnte er sich für ein paar Turniere auf der European Tour qualifizieren, jedoch reichte dies nicht um seine Tourkarte zu verteidigen, weshalb er 2014 erneut bei der Q-School teilnahm, jedoch erfolglos. Aus diesem Grund nahm er 2014 nur auf der Challenge Tour teil, dort konnte er jedoch ein Turnier gewinnen. 2015 konnte er dann bei seiner dritten Teilnahme an der Q-School am zweiten Tag erneut eine Tourkarte gewinnen. Beim letzten Event der Players Championships 2016 konnte Edgar erstmals ins Viertelfinale einziehen, wodurch er sich erstmals einen Platz bei den Players Championship Finals 2016 sicherte. Anfang 2018 musste er wieder in die Q-School, konnte dort jedoch seine Tourkarte verteidigen. Bei den UK Open 2018 zog Edgar erneut in die fünfte Runde ein.
Bei seiner ersten Teilnahme an der PDC World Darts Championship 2019 scheiterte Edgar am Litauer Darius Labanauskas mit 1:3. Über den PDPA Qualifier konnte Edgar im November 2019 sich einen der letzten Startplätze für die PDC World Darts Championship 2020 sichern, wie im Jahr zuvor scheiterte er erneut in Runde 1 an Labanauskas. Bei den UK Open 2020 ging es erneut in die fünfte Runde und für die PDC World Darts Championship 2021 konnte sich der Engländer erneut über den PDPA Qualifier qualifizieren.
Dabei gewann er dann erstmals ein Spiel. Mit 3:0 setzte er sich souverän gegen Maik Kuivenhoven durch. In der zweiten Runde verlor er aber mit 1:3 gegen Mensur Suljović. Bei den UK Open 2021 verlor Edgar knapp mit 5:6 gegen John Henderson. Auch auf der Tour gelangen ihm keine Erfolge, sodass er zu Beginn des nächsten Jahres seine Tour Card verlor.
Bei der Q-School 2022 startete Edgar in der Final Stage. Er scheiterte jedoch knapp daran, eine Tour Card über die Rangliste zu erhalten.
Im April 2023 nahm Edgar am Iceland Masters, einem Turnier der World Darts Federation (WDF) teil. Er gewann das Turnier mit einem 5:3-Erfolg über den Schweden Björn Lejon. Anfang September spielte er sich beim FCD Anniversary Open ins Finale, welches er mit 1:5 gegen Jelle Klaasen verlor. Ende März 2024 stand Edgar bei den Faroe Islands Darts Open im Halbfinale.
Im Juni spielte Edgar gleich drei WDF-Wochenenden. Den Anfang machte er in der Schweiz, wo er bei den Swiss Open bis ins Achtelfinale kam und bei den Helvetia Open sogar erst im Halbfinale gegen den späteren Turniersieger Stefan Bellmont mit 3:4 ausschied. Daraufhin trat er in Ilfracombe beim den England Open und den England National Singles an. Bei beiden Turnieren schied er im Viertelfinale mit 3:4 gegen Callum Francis aus. Außerdem trat er in Ungarn bei den Balaton Darts Open an. Das Balaton Darts Masters beendete er im Viertelfinale, beim Balaton Darts Classics unterlag er im Halbfinale überraschend dem Rumänen Daniel Racoveanu mit 3:4. Am 1. September stand Edgar im Finale der Welsh Open. Mit 1:5 verlor er dieses aber gegen Andy Davidson.
Mitte Oktober startete Edgar beim World Masters 2024 in Budapest. Mit vier Siegen spielte er sich dabei durch die Gruppenphase und gewann auch seine ersten K.-o.-Spiele gegen Evander Stevenson und Aaron Bradley. Unter den letzten 32 traf er daraufhin auf den Polen Mirosław Grudziecki und verlor das Spiel mit 3:5. Am 30. November 2024 trat Edgar erstmals bei der WDF World Darts Championship an und unterlag trotz eines Comebacks im zweiten Satz mit 0:2 gegen Jarno Bottenberg.

## Titel

### PDC
- Secondary Tour Events
  - PDC Challenge Tour
    - PDC Challenge Tour 2014: 4
    - PDC Challenge Tour 2017: 16

## Weltmeisterschaftsresultate

### PDC
- 2019: 1. Runde (1:3-Niederlage gegen  Darius Labanauskas)
- 2020: 1. Runde (0:3-Niederlage gegen  Darius Labanauskas)
- 2021: 2. Runde (1:3-Niederlage gegen  Mensur Suljović)

### WDF
- 2024: 1. Runde (0:2-Niederlage gegen  Jarno Bottenberg)